# Tarachodes schulthessi
Tarachodes schulthessi är en bönsyrseart som beskrevs av Rehn 1901. Tarachodes schulthessi ingår i släktet Tarachodes och familjen Tarachodidae. Inga underarter finns listade i Catalogue of Life.